# Сен-Жульєн-ан-Женевуа (округ)
Округ Сен-Жульєн-ан-Женевуа (фр. Arrondissement de Saint-Julien-en-Genevois) — округ у Франції, в департаменті Верхня Савоя. 2023 року округ об'єднував 72 муніципалітети, населення становило 196 061 особу.
Адміністративний центр (супрефектура) — Сен-Жульєн-ан-Женевуа.

## Муніципалітети
Список муніципалітетів округу та їхні коди INSEE:
1. Аллонзьє-ла-Кай (74006)
2. Амбії (74008)
3. Андії (74009)
4. Аннмасс (74012)
5. Арбюзіньї (74015)
6. Арта-Пон-Нотр-Дам (74021)
7. Аршам (74016)
8. Бассі (74029)
9. Бомон (74031)
10. Бонн (74040)
11. Боссе (74044)
12. Валлері (74288)
13. Ванзі (74291)
14. Вер (74296)
15. Ветра-Монту (74298)
16. Віллі-ле-Бувре (74306)
17. Віль-ла-Гран (74305)
18. Вірі (74309)
19. Вовре-ан-Борн (74313)
20. Вюльбан (74314)
21. Гаяр (74133)
22. Дезенжі (74100)
23. Денжі-ан-Вюаш (74101)
24. Друазі (74107)
25. Елуаз (74109)
26. Етрамб'єр (74118)
27. Жонзьєр-Епаньї (74144)
28. Жувіньї (74145)
29. Кларафон-Арсін (74077)
30. Клермон (74078)
31. Коллонж-су-Салев (74082)
32. Контамін-Сарзен (74086)
33. Коппоне (74088)
34. Кранв-Саль (74094)
35. Крюзей (74096)
36. Ла-Мюра (74193)
37. Ле-Саппе (74259)
38. Люсенж (74153)
39. Мантонне-ан-Борн (74177)
40. Мантонне-су-Клермон (74178)
41. Марльйо (74168)
42. Машії (74158)
43. Мензьє (74184)
44. Моннтьє-Морне (74185)
45. Мюзьєж (74195)
46. Нанжі (74197)
47. Нейдан (74201)
48. Пер-Жуссі (74211)
49. Презії (74216)
50. Реньєр-Езері (74220)
51. Савіньї (74260)
52. Сейсель (74269)
53. Сен-Блез (74228)
54. Сен-Жермен-сюр-Рон (74235)
55. Сен-Жульєн-ан-Женевуа (74243)
56. Сен-Серг (74229)
57. Серне (74052)
58. Серсьє (74051)
59. Сьянтріє (74262)
60. Фежер (74124)
61. Фієнж (74128)
62. Франжі (74131)
63. Франклан (74130)
64. Шаванна (74066)
65. Шаллонж (74055)
66. Шевріє (74074)
67. Шен-ан-Семін (74068)
68. Шене (74069)
69. Шессена (74071)
70. Шиї (74075)
71. Шомон (74065)
72. Юзінан (74285)